# Francis Jarvis
Frank Washington Jarvis (31 augustus 1878 - 2 juni 1933) was een Amerikaanse sprinter. Hij werd olympische kampioen en Amerikaanse kampioen op de 100 m.
Jarvis, die kampioen was van de Amerikaanse Amateur Unie op de 100 yard, was favoriet op de Olympische Spelen van 1900 in Parijs. De grote favoriet was zijn landgenoot Arthur Duffey, die net voor deze Spelen de Britse kampioenschappen won.
In de heats liepen Jarvis en een andere Amerikaan John Tewksbury de 100 m in 10,8 s, toentertijd een evenaring van het wereldrecord. De drie Amerikanen en de Australiër Stanley Rowley kwalificeerde zich voor de finale. Na een gelijkopgaande eerste helft van de wedstrijd, verrekte Duffey een spier, viel en gaf op. De andere drie liepen voor het goud waarbij Jarvis won.
Op diezelfde Olympische Spelen deed Jarvis ook mee aan het hink-stap-springen en het staand hink-stap-springen, maar brak daarbij geen potten.
Na zijn carrière werd hij rechter.

## Titels
- Olympisch kampioen 100 m - 1900
- Amerikaans kampioen 100 m - 1898
- IC4A kampioen 220 yards - 1900
- IC4A kampioen 440 yards - 1898

## Palmares

### 100 m
- 1900:  OS - 11,0 s

1896: Thomas Burke ·
1900: Francis Jarvis ·
1904: Archie Hahn ·
1908: Reggie Walker ·
1912: Ralph Craig ·
1920: Charley Paddock ·
1924: Harold Abrahams ·
1928: Percy Williams ·
1932: Eddie Tolan ·
1936: Jesse Owens ·
1948: Harrison Dillard ·
1952: Lindy Remigino ·
1956: Bobby Morrow ·
1960: Armin Hary ·
1964: Bob Hayes ·
1968: Jim Hines ·
1972: Valeri Borzov ·
1976: Hasely Crawford ·
1980: Allan Wells ·
1984: Carl Lewis ·
1988: Carl Lewis ·
1992: Linford Christie ·
1996: Donovan Bailey ·
2000: Maurice Green ·
2004: Justin Gatlin ·
2008: Usain Bolt ·
2012: Usain Bolt ·
2016: Usain Bolt ·
2020: Marcell Jacobs ·
2024: Noah Lyles